# Susan Dunkleeová
Susan Dunkleeová (* 13. února 1986 Newport, Vermont) je americká biatlonistka a dvojnásobná stříbrná medailistka z mistrovství světa v biatlonu.
V závodech světového poháru ve své dosavadní kariéře nevyhrála žádný individuální ani kolektivní závod. Nejlépe obsadila druhé místo, kromě hromadného startu na Mistrovství světa 2017 a sprintu o tři roky později na šampionátu v Anterselvě také v domácím prostředí v Presque Isle v sezóně 2015/2016. a v závodu smíšených dvojic v Nové Město na Moravě v ročníku 2020/21.

## Výsledky

### Olympijské hry a mistrovství světa
Dunkleeová je osminásobnou účastnicí Mistrovství světa v biatlonu a rovněž účastnící zimních olympijských her v ruském Soči a jihokorejském Pchjongčchangu. Jejím nejlepším výsledkem v závodech jednotlivců jsou dvě stříbrné medaile ze závodu s hromadným startem z rakouského Hochfilzenu v roce 2017 a sprintu z Anterselvy v roce 2020. V týmovém závodě dokázala nejlépe skončit na 7. místě s ženskou štafetou na olympiádě v ruské Soči 2014.
| Sezóna  | D   | Místo                | SP  | SZ  | HZ  | IZ  | ŠT  | SŠT | SZD | Věk    |
| ------- | --- | -------------------- | --- | --- | --- | --- | --- | --- | --- | ------ |
| 2011/12 | MS  | Ruhpolding           | 55. | 36. | 16. | 5.  | 11. | 12. | ×   | 26 let |
| 2012/13 | MS  | Nové Město na Moravě | 49. | 47. | –   | 15. | 11. | 8.  | ×   | 27 let |
| 2013/14 | ZOH | Soči                 | 14. | 17. | 11. | 33. | 6.  | 7.  | ×   | 28 let |
| 2014/15 | MS  | Kontiolahti          | 42. | 34. | 20. | 12. | 12. | 8.  | ×   | 29 let |
| 2015/16 | MS  | Oslo                 | 8.  | 10. | 11. | 18. | 13. | 10. | ×   | 30 let |
| 2016/17 | MS  | Hochfilzen           | 29. | 22. | 2.  | 6.  | 14. | 16. | ×   | 31 let |
| 2017/18 | ZOH | Pchjongčchang        | 66. | –   | –   | 19. | 13. | 15. | ×   | 32 let |
| 2018/19 | MS  | Östersund            | 57. | 24. | –   | 30. | 9.  | 19. | –   | 33 let |
| 2019/20 | MS  | Anterselva           | 2.  | 36. | 27. | 55. | 15. | 13. | 11. | 34 let |
| 2020/21 | MS  | Pokljuka             | 18. | 27. | 25. | 77. | 13. | –   | –   | 35 let |
| 2021/22 | ZOH | Peking               | 27. | 40. | –   | 63. | 11. | 7.  | ×   | 36 let |

Poznámka: Výsledky z mistrovství světa se započítávají do celkového hodnocení světového poháru, výsledky z olympijských her se dříve započítávaly, od olympijských her v Soči 2014 se nezapočítávají.

#### Profily
- Susan Dunkleeová v databázi Mezinárodní biatlonové unie (anglicky)
- Susan Dunkleeová v databázi Olympedia (anglicky)